# Tetramesa flavicoxa
Tetramesa flavicoxa is een vliesvleugelig insect uit de familie Eurytomidae. De wetenschappelijke naam is voor het eerst geldig gepubliceerd in 1936 door Phillips.